# Copenhagen Suborbitals
Copenhagen Suborbitals er en nonprofit raketgruppe, der er ved at udvikle et rumfartøj, der skal fragte danskere ud i rummet. Hvis projektet lykkes, vil det blive den første danske bemandede rummission. Pengene bag projektet skaffes via sponsorer og donationer. De fik en raket op i en højde på 8,3 km i 2013.

## Historie
Copenhagen Suborbitals blev stiftet 1. maj 2008, og i de første seks år, ledet af Kristian von Bengtson og Peter Madsen. De fik hjælp af en lang række frivillige. 23. juni 2013 lykkedes det for gruppen at sende en raket op til 8,3 km højde.
I februar 2014 forlod Bengtson projektet efter uoverensstemmelser med Madsen. og siden fulgte 4 andre kernemedlemmer. I foråret 2014 måtte Peter Madsen forlade Copenhagen Suborbitals. De fem, der havde forladt foreningen, er derefter vendt tilbage, inkl. Kristian von Bengtson. Forløbet er skildret i dokumentarfilmen Amateurs in Space. Bengtson forlod kort efter igen foreningen og siden har Bengtson og Madsen intet haft med foreningen at gøre.
Copenhagen Suborbitals administreres i dag af en bestyrelse. Driften baseres fortsat på donationer fra private interesserede og firmasponsorer; specielt støtteforeningen "Copenhagen Suborbitals Support (CSS)".

## Raketten
Selve rakettens udvikling har medført en lang række tests med det faste brændstof epoxy og det flydende iltningsmiddel lattergas, der blev anvendt i hybridraketten HATV (Hybrid Atmospheric Test Vehicle). HATV raketten er i 1/3-størrelse af den endelige raket. Den større HEAT (Hybrid Exo Atmospheric Transporter) med flydende ilt og syntetisk gummi skal opsende The micro spacecraft (MSC) op over Kármánlinjen (100 km), grænsen til rummet. Efter toppunktet vil MSC'en automatisk genindtræde i atmosfæren og lande på vandet ved hjælp af faldskærme.
Den 8. marts 2009 blev den første HATV-raket afprøvet i en prøvestand på jorden. Testen forløb i følge raketgruppens blog tilfredsstillende.

## Afprøvede raketter

### HATV-1
- Type: Hybridraket
- Højde: xx meter
- Bruttovægt: xx kg
- Brændstof: Epoxy
- Iltningsmiddel:Lattergas (N2O)
- Status: Succesfuldt testet 2009

### HATV-2
- Type: Hybridraket
- Højde: xx meter
- Bruttovægt: xx kg
- Brændstof: Paraffin
- Iltningsmiddel: flydende oxygen
- Status: Succesfuldt testet 2009

### Heat-1X
Fakta om raketten Heat-1X, anno 2010:
- Type: Ettrins hybridraket
- Aktiv styring: Ingen
- Højde: 5 meter
- Bruttovægt: 1.800 kg
- Brændstof: 300 kg polyuretan (PUR)
- Iltningsmiddel: 525 kg flydende oxygen (LOX, passivt tryksat)
- Maks. højde: 2,8 km
- Status: Succesfuldt affyret d. 16/5 2010, fløj d. 3/6 2011

### Smaragd
- Type: Totrins hybridraket
- Aktiv styring: Ingen
- Brændstof: Polyuretan
- Iltningsmiddel: Lattergas (N2O)
- Status: Fløj d. 27/7 2012

### Sapphire
Fakta om raketten Sapphire, anno 2013:
- Type: Ettrins hybridraket
- Aktiv styring: Stråleror
- Brændstof: Polyuretan
- Iltningsmiddel: Flydende oxygen
- Maks. højde: 8,3 km
- Status: Succesfuld flyvning d. 23/6 2013

### Heat-2X
Fakta om raketten Heat-2X, anno 2014:
- Type: Ettrins væskeraket
- Aktiv styring: Stråleror
- Højde: 9,15 meter uden nyttelast
- Maks. vægt: 2122 kg
- Brændstof: 580 kg helium-tryksat alkohol
- Iltningsmiddel: 750 kg flydende oxygen
- Motor: TM65LE
- Status: Brød i brand under statisk motortest.

### Nexø I
- Højde: 5,6 meter
- Maks. højde: 1,5 km
- Status: Blev opsendt 23. juli 2016

### Nexø II
- Højde: 6,7 meter
- Højde: 6,7 meter
- Maks. højde: 6,5 km
- Status: Blev opsendt 04. august 2018

## Havopsendelse
Da Danmark er et lille, tætbefolket område, har der været mange overvejelser vedrørende opsendelsessted. Havet har en række fordele såsom store, frie arealer og mulighed for svær transport. Statens Luftfartsvæsen foreslog Nordsøen (Vesterhavet); men Søfartsstyrelsen foretrak et område i Østersøen øst for Bornholm, hvilket alle implicerede er tilfredse med. Opsendelsen vil ske fra en platform bygget til formålet.
Opsendelsen af den 9 meter høje rumraket var planlagt til at finde sted søndag den 5. september 2010 mellem klokken 10 og 12 i Østersøen 30 km øst for Bornholm. Tidligt morgenen d. 5. september 2010 blev rampen med raketten 'HEAT-1X/Tycho Brahe' sejlet ud til affyringspositionen, hvorfra den skulle sendes op. Det første forsøg lykkedes dog ikke på grund af en fejl med ilttilførslen.
Heat-1X/Tycho Brahe er ni meter lang, vejer 1,6 ton og rummer omkring et ton brændstof. Den accelererer fra 0 til 100 km/t på 0,8 sekunder og har en tophastighed på ca. 2.000 km/t. Den kan maksimalt nå en højde på 30 kilometer. Rumraketten har en værdi af ca. 300.000 kroner.
Næste forsøg på opsendelse af raketten blev foretaget fredag den 3. juni 2011 kl. 16.32 fra affyringsplatformen Sputnik. Det er ligesom forrige gang med en dukke i rumskibet. Både løfteraketten og rumskibet har fået foretaget en del forbedring siden forrige forsøg, og forsøget blev en succes.
Adam Savage, en af værterne på TV-showet MythBusters, har anset det for realistisk, at det en dag vil lykkes for Copenhagen Suborbitals at sende en person i rummet.
I efteråret 2012 har klubben anskaffet støtteskibet Vostok (ex G. Kuchenbecker, ex Sigurvin).
4.august 2018 kl. ca. 9.30 blev Nexø II sendt til vejrs, og raketten nåede en højde på 6.500 meter, dvs. fire gange så højt som Nexø I for to år siden, men kun halvt så højt, som CS i første omgang havde satset på. Til gengæld var det med velfungerende faldskærm over sig på vej ned.